# Sterneck (Naturschutzgebiet)
Das Gebiet Sterneck ist ein am 22. Februar 1979 vom Regierungspräsidium Stuttgart durch Verordnung ausgewiesenes Naturschutzgebiet auf dem Gebiet der Stadt Wiesensteig und der Gemeinde Mühlhausen im Täle in Baden-Württemberg.

## Lage und Beschreibung
Das Naturschutzgebiet liegt zwischen Wiesensteig und Mühlhausen im Gewann Buchsteige oberhalb der Mündung des Schöntalbachs in die Fils. Es gehört sowohl zum FFH-Gebiet Nr. 7423-342 Filsalb als auch zum Vogelschutzgebiet Nr. 7422-441 Mittlere Schwäbische Alb. Umgeben ist es vom Landschaftsschutzgebiet Oberes Filstal-Stadt Wiesensteig. Naturräumlich gehört es zur Mittleren Kuppenalb innerhalb der naturräumlichen Haupteinheit 09-Schwäbische Alb.
Es umfasst eine Wacholderheide und einen Teil des oberhalb angrenzenden Waldes.

## Schutzzweck
Wesentlicher Schutzzweck des Naturschutzgebietes ist laut Schutzgebietsverordnung „die Erhaltung eines Vorkommens seltener und bedrohter Pflanzenarten und einer Vegetationsform, die durch langjährige extensive Bodennutzung entstanden und landschaftstypisch für die Schwäbische Alb ist.“